# Marine City
Marine City é uma cidade localizada no estado americano de Michigan, no Condado de St. Clair.

## Demografia
Segundo o censo americano de 2000, a sua população era de 4652 habitantes.
Em 2006, foi estimada uma população de 4446, um decréscimo de 206 (-4.4%).

## Geografia
De acordo com o United States Census Bureau tem uma área de
6,4 km², dos quais 5,7 km² cobertos por terra e 0,7 km² cobertos por água. Marine City localiza-se a aproximadamente 176 m acima do nível do mar.

## Localidades na vizinhança
O diagrama seguinte representa as localidades num raio de 24 km ao redor de Marine City.